# 古少顏
古少顏（洋名：Koobie Koo，1979年10月22日—），知名健身教練，2003年起多次代表香港參加健美小姐比賽，屢獲殊榮，包括2010年亞洲健美健身錦標賽50公斤以下級別銀牌，和2012年國際健美健身邀請賽52公斤組別奪冠。她早年就讀中華基督教會公理書院。